# Пам'ятник Тарасові Шевченку (Суми)
Пам'ятник Тарасу Шевченку в Сумах — пам'ятник видатному українському поетові Тарасу Григоровичу Шевченку в місті Суми, у сквері ім. Т. Г. Шевченка.
Пам'ятник складається зі сходинок, які ведуть до чотириметрового, виготовленого з граніту постаменту, на якому встановлено бронзову фігуру Кобзаря. Тарас Григорович зображений у повний зріст (прибл. 2,5 м), з накинутим на плечі плащем, з непокритою головою. Скульптура передає душевний стан поета як великого мислителя українського народу.

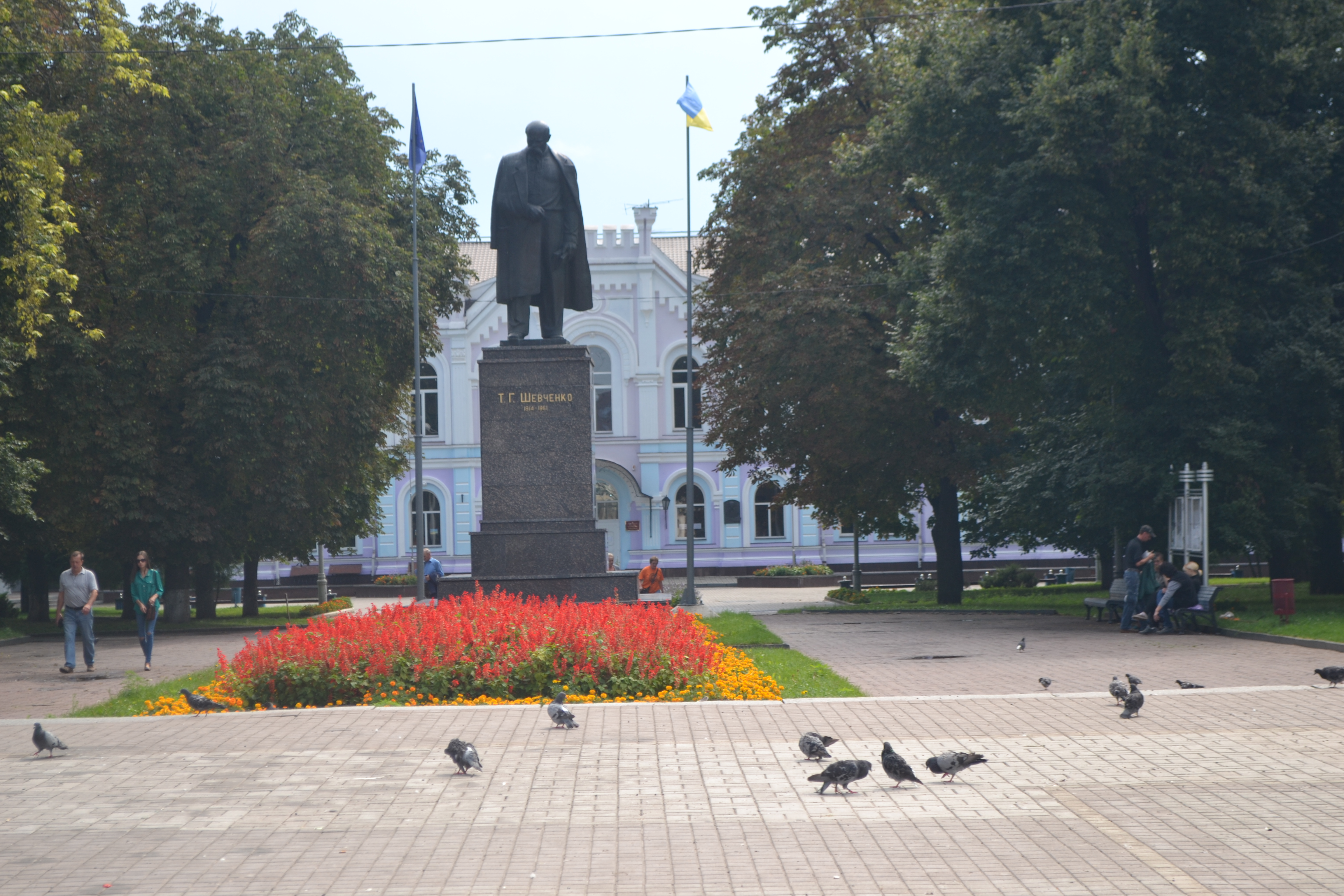
Сквер ім. Т. Г. Шевченка

Спочатку у сквері було встановлено пам'ятник Тарасу Шевченку, творцем якого був Іван Кавалерідзе. Ця робота відомого скульптора була дуже схожа на інший його пам'ятник Шевченку, який знаходиться в Полтаві. Через деякий час сумський пам'ятник було знесено. За першою версією — тому що його було зроблено з бетону, не дуже надійного матеріалу для таких проектів, і пам'ятник з часом почав псуватися. За іншою — його знесли через стиль кубізму, в якому його було споруджено і який не дуже вітався в Радянському Союзі.
Нинішній пам'ятник встановлено 1957 року скульптором Я. Д. Красножоном і архітектором М. П. Махоньком. Цікаво, що Яків Красножон також спорудив пам'ятники Тарасу Шевченку в Лебедині та Недригайлові.